# Perscheloribates minutus
Perscheloribates minutus är en kvalsterart som först beskrevs av Pletzen 1965.  Perscheloribates minutus ingår i släktet Perscheloribates och familjen Scheloribatidae. Inga underarter finns listade i Catalogue of Life.